# Szczerbina nad Wrotami
Szczerbina nad Wrotami (słow. Štrbina nad Chałubińského bránou, niem. Chałubiński-Sättelchen, węg. Felső-Chałubiński-kiskapu) – położona na wysokości około 2050 m przełęcz w grani głównej Tatr pomiędzy Kopą nad Wrotami (ok. 2075 m) a Turniczką Chałubińskiego (ok. 2065 m). Jeszcze do niedawna była opisywana jako północno-zachodnie Siodło Przełęczy nad Wrotami. Nazwę nadał jej Władysław Cywiński w 8 tomie szczegółowego przewodnika Tatry.
Na południe, do Doliny Ciemnosmreczyńskiej z przełęczy opada strome, trawiaste zbocze. Kilkadziesiąt metrów poniżej wcina się w nie płytki żlebek. Z orograficznie lewej strony uchodzi do niego wąski, ale głęboki żlebek z Przełęczy nad Wrotami. Połączone żlebki opadają do Wyżniego Ciemnosmreczyńskiego Stawu piarżystym korytem. Na północną stronę natomiast, do Doliny za Mnichem, opada z przełęczy wąski i stromy kominek.

## Drogi wspinaczkowe
Przez Szczerbinę nad Wrotami nie prowadzi żaden szlak turystyczny, znajduje się ona jednak w rejonie udostępnionym do wspinaczki dla taterników. Drogi wspinaczkowe:
- Południowo-wschodnią granią z Przełęczy nad Wrotami. Pierwsze przejście: Stefan Komornicki, Jerzy Żuławski z przewodnikiem Józef Gąsienica-Tomków 7 września 1908 r.,
- Północnym kominem (Emeryt potrafi). Pierwsze przejście: Aleksandra Jastrzębska, Iwona Mościej-Skłodowska, Mirosław Jastrzębski, Andrzej Skłodowski 2 stycznia 1999 r., IV w skali tatrzańskiej, 45 min,
- Od południowego zachodu, z Kobylej Dolinki; 0-[2].